# 茨城県道342号上水戸停車場千波公園線

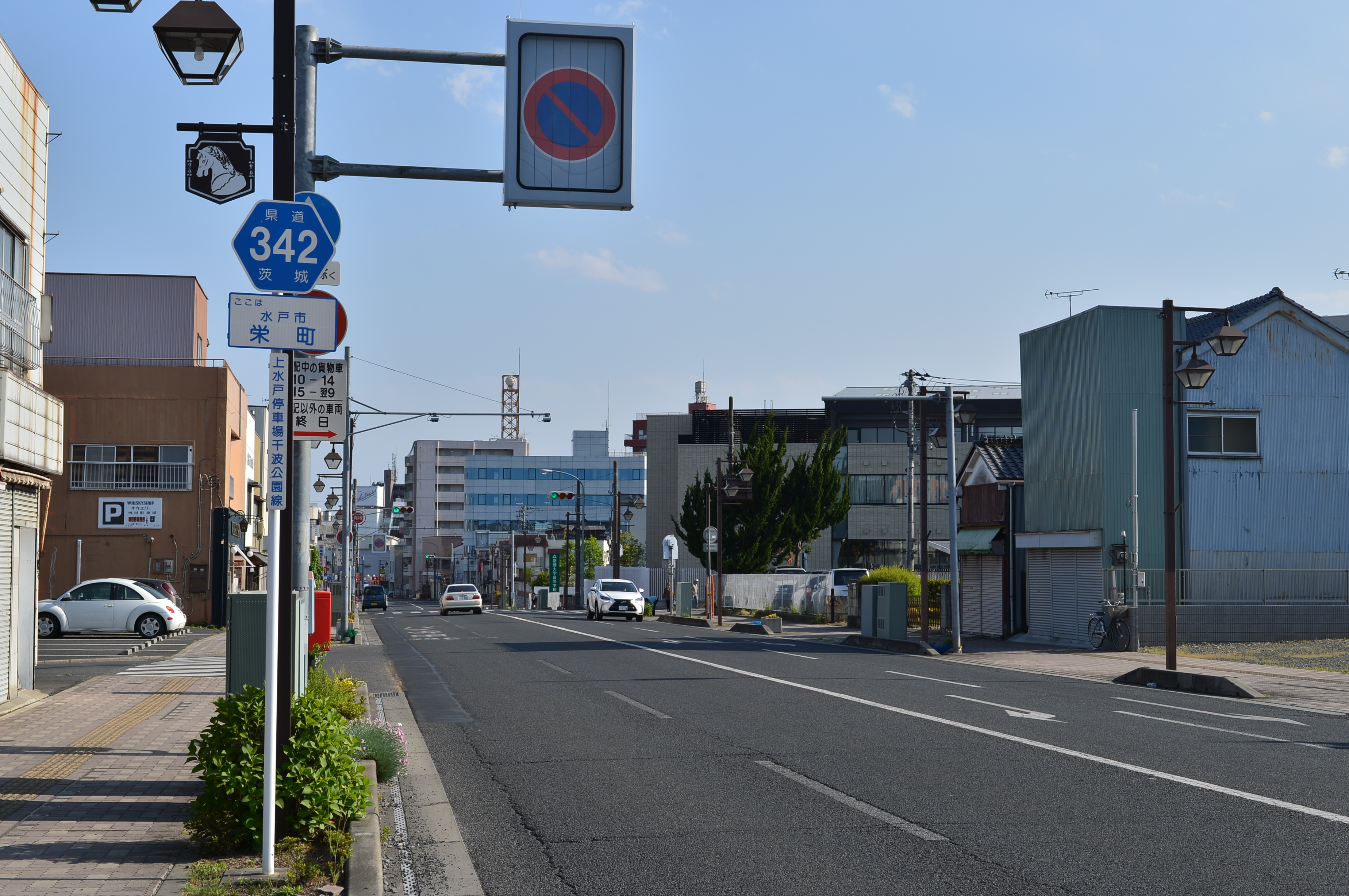
茨城県道342号上水戸停車場千波公園線・水戸市栄町2丁目（2015年5月）

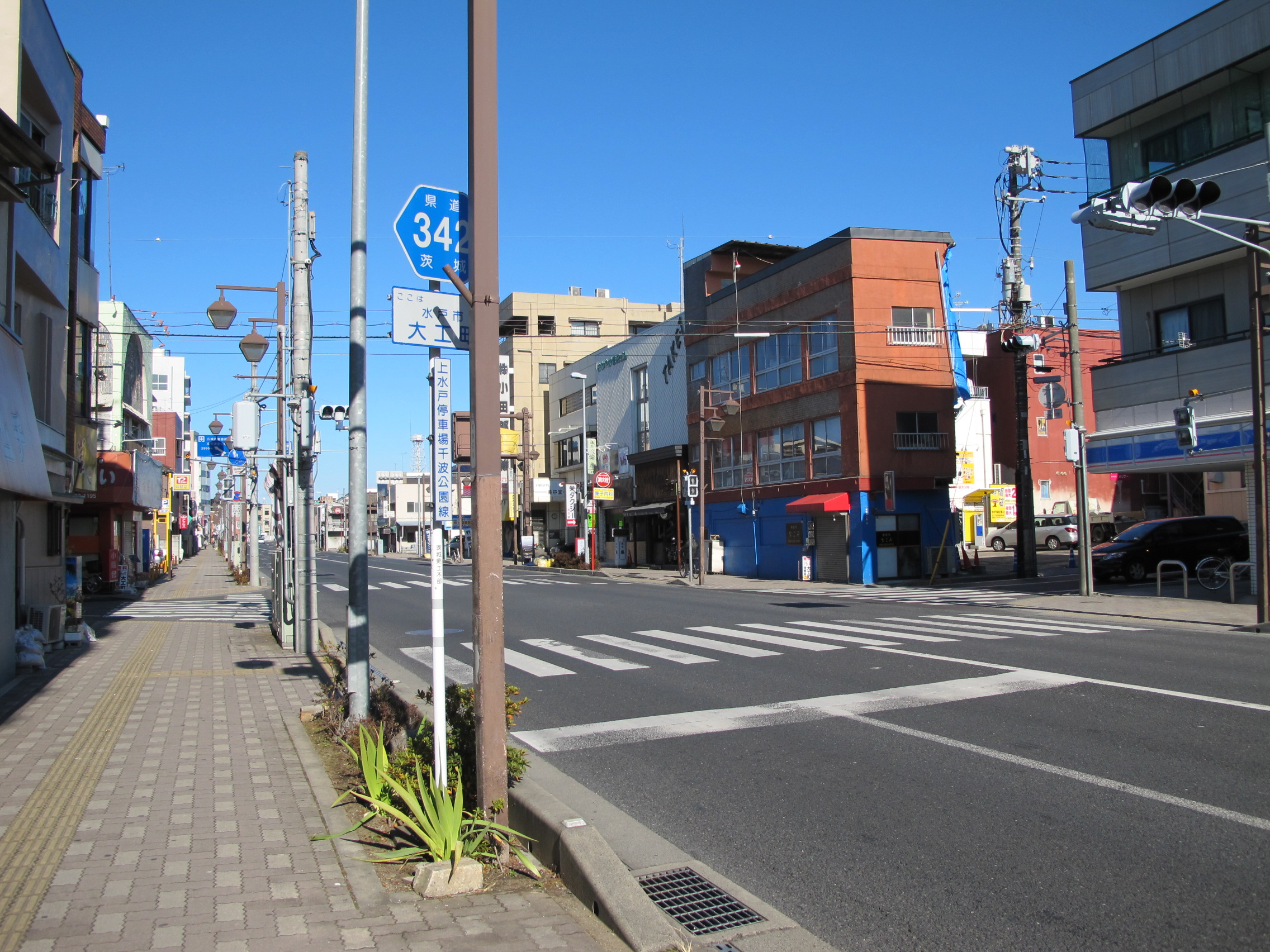
水戸市大工町（2014年1月）

茨城県道342号上水戸停車場千波公園線（いばらきけんどう342ごう かみみとていしゃじょうせんばこうえんせん）は、茨城県水戸市内を通る県道である。

## 概要
水戸市上水戸3丁目から大工町交差点を経由して千波湖畔の茨城県道50号水戸神栖線に接続する一般県道である。水戸市広末町地内の一部区間は国道118号と重複する。
路線名にある上水戸停車場はかつて茨城交通茨城線の上水戸駅に接続していた頃の名残で1971年（昭和46年）に茨城線廃線・上水戸駅廃止後も路線名が変更されることなく今日まで継承されている。

### 路線データ
- 起点：水戸市上水戸3丁目（旧上水戸駅前）[1]
- 終点：水戸市常磐町6347番3地先（茨城県道50号水戸神栖線交点＝「偕楽園下」交差点）[1][2]
- 総延長：2.917 km[3]
- 重用延長：0.902 km[3]
- 未供用延長：なし[3]
- 実延長：2.015 km[3]
- 自動車交通不能区間延長[注釈 1]：なし[3]

## 歴史
1959年（昭和34年）10月14日、新たな県道として水戸市上水戸町の上水戸停車場（廃止）を起点とし、一級国道六号線交点（旧国道6号、現在は県道水戸神栖線）交点を終点とする区間を本路線とする県道上水戸停車場千波公園線として茨城県が県道路線認定した。
1971年（昭和46年）に上水戸駅は廃止されるが本路線は存続し、1995年（平成7年）に整理番号342となり現在に至る。

### 年表
- 1926年（大正15年）10月24日：上水戸駅が開業する。
- 1934年（昭和9年）8月28日：現在の路線の前身である上水戸停車場常磐線が路線認定される。[4]
- 1959年（昭和34年）10月14日
  - 現在の路線が路線認定される（図面対象番号283）[5]。
  - 道路の区域は、水戸市上水戸町の上水戸停車場から水戸市常盤町の一級国道六号線交点までと決定された[1]。
- 1966年（昭和41年）9月27日：常磐線の踏切を除却し、水戸市神崎町 - 常盤町の常磐陸橋を供用開始[6]。
- 1971年（昭和46年）2月11日：上水戸駅が廃止される。
- 1992年（平成4年）7月23日：終点・偕楽園下交差点の改良工事に伴い暫定供用開始される[2]。
- 1992年（平成4年）11月6日：終点・偕楽園下交差点の改良工事が完了し供用開始される[7]。
- 1995年（平成7年）3月30日：整理番号338から現在の番号（整理番号342）に変更される[8]。
- 1998年（平成10年）1月12日：水戸市末広町1丁目（国道118号・末広一交差点）から水戸市大工町1丁目（国道50号・大工町交差点）までの区間が電線共同溝を整備すべき道路に指定される[9]。
- 2000年（平成12年）4月1日：水戸市栄町2丁目 - 水戸市千波の区間が、通行する車両の最大重量限度25トンの道路に指定される[10]。
- 2023年（令和5年）4月20日：水戸市天王町地先（上下線）が電線共同溝を整備すべき道路に指定される[11]。

## 路線状況
道路法の規定に基づき、水戸市末広町（末広町1丁目交差点） - 同市千波町（主要地方道水戸神栖線交差）間は、緊急輸送道路として機能を維持するため、災害発生時の被害拡大防止を目的に道路用地内に電柱を建てることが制限されている。

### 重複する道路
- 国道118号（末広町1丁目交差点 - 末広町3丁目交差点）

### 道路施設
- 常磐陸橋（JR常磐線、水戸市常磐町）

## 地理

### 通過する自治体
- 茨城県
  - 水戸市

### 交差する道路
- 国道50号（水戸市大工町）

### 沿線
- 常磐大学高等学校（水戸市栄町2丁目）
- 偕楽園（水戸市常磐町）
- JR常磐線 偕楽園駅（水戸市常磐町）
- 千波湖（水戸市千波町）